# Karl Hunger (Pädagoge, 1889)
Karl Hunger (* 24. Oktober 1889 in Schwabach; † 26. Juli 1946 in Nürnberg) war ein deutscher Germanist, Pädagoge und Lehrer.

## Leben
Karl Hunger wurde 1889 im bayrischen Schwabach geboren. Er begann ein Studium der Germanistik und Philosophie an der Ludwig-Maximilians-Universität München, das er aufgrund des Ersten Weltkrieges unterbrach. Hunger diente als Vizefeldwebel beim 12. Bayerischen Infanterie-Regiment und wurde mit dem Militärverdienstkreuz III. Klasse mit Krone und Schwertern ausgezeichnet. Sein Studium schloss Karl Hunger mit der Promotion ab. Im Jahre 1928 zog er nach Nürnberg und wurde Studienrat an der Alten Oberrealschule (heute Hans-Sachs-Gymnasium Nürnberg). Im Jahre 1937 wurde er zum Studienprofessor befördert. 
Karl Hunger starb 1946 in Nürnberg.

## Schaffen
Karl Hungers Spezialgebiet war der Deutschunterricht, worauf er auch seine publizistische Tätigkeit konzentrierte. Die von Joseph Rackl und Eduard Ebner begründete „Deutsche Literaturgeschichte“ wurde 1927 von Karl Hunger vollständig überarbeitet und ergänzt herausgegeben. Dieses Werk wurde später von Leo Krell und Leonhard Fiedler fortgeführt und bis 1981 neu aufgelegt. Zusammen mit Theodor Langenmaier verfasste er 1940 eine bündige Übersicht über die deutsche Dichtung, welcher schnell eine zweite und dritte Auflage folgten. Mit Professor Clemens Lugowski von der Universität Kiel gab Karl Hunger die „Zeitschrift für deutsche Bildung“ heraus.

## Auszeichnungen
- Militärverdienstkreuz III. Klasse mit Krone und Schwertern

## Publikationen (Auswahl)
- Friedrich Schiller, Oswald Spengler und die Antike, 1921
- Ludwig Börnes politische Ideen, 1923
- Das eherne Zeitalter: Die Eroberung Deutschlands durch die Industrie, 1924
- Der neue Deutschkunde-Unterricht, 1924
- Fridericus Rex, 1925
- Humanität: Die Lebensanschauung unserer Klassiker, 1925
- Geschichtswerk für höhere Unterrichtsanstalten. Das Altertum für mittlere Klassen, 1926, zus. mit Alfons Huther (1883–1945) u. Georg Rummel.
- Das Mittelalter. Für mittlere Klassen, 1927, zus. mit Alfons Huther.
- Deutsche Literaturgeschichte für höhere Schulen, von Josef Rackl, Eduard Ebner, neu bearbeitet von Karl Hunger, Carl Koch Verlag, Nürnberg, 1927.
- Zur Neugestaltung des Deutschunterrichts; eine Vortragsreihe, 1938
- Erziehung zum Sprachdenken, 1940, zus. mit Friedrich Probst (1898–1966).
- Kurze Geschichte der deutschen Dichtung, 1940, zus. mit Theodor Langenmaier, 3. Aufl. 1944.

### Essays
- Erziehung zur volkstümlichen Hochsprache. In: Zeitschrift für Deutsche Bildung. 15. Jg. 1939, S. 294–305.
- C. F. Meyers „Jürg Jenatsch“. In: Zeitschrift für Deutsche Bildung. 16. Jg. 1940, S. 63–68.
- Paul Ernsts 'Brunhild' und 'Chriemhild'  In: Zeitschrift für Deutsche Bildung. 17. Jg. 1941, 33.

### Als Herausgeber
- Koch's Schulbücherei zur Deutschkunde, seit 1924
- Germanisches Leben in Isländergeschichten, 1924
- Meister Martin der Küfner und seine Gesellen von E. T. A. Hoffmann, 1925
- Zeitschrift für Deutsche Bildung Jg. 15 – 18 zus. mit Clemens Lugowski
- Die Räuber von Friedrich Schiller, 1940
- Luise Millerin, Kabale und Liebe von Friedrich Schiller, 1943